# Kelloggia galioides
Kelloggia galioides är en måreväxtart som beskrevs av John Torrey. Kelloggia galioides ingår i släktet Kelloggia och familjen måreväxter. Inga underarter finns listade i Catalogue of Life.